# Condiția femeii în islam
Statutul femeii în islam este unul dintre cele mai controversate subiecte. Pe de o parte există concepția că sunt oprimate și persecutate, iar pe de alta există argumente cu privire la autenticitatea culturală, la drepturile femeilor de a se afirma în moduri care diferă de modelele de autoafirmare feminină din societățile occidentale. Complexitatea subiectului reiese din interacțiunea dintre istorie, religie, cultură și politică.

## Istoric
Din punct de vedere istoric, familia patriarhală s-a dovedit a fi cea mai durabilă structură socială din societățile musulmane, mult mai durabilă decât structurile construite în jurul asocierii profesionale sau al interesului de clasă. Legea islamică privilegiază familia față de alte instituții. Legile de moștenire, care favorizează bărbații, sunt înscrise în Coran alături de alte prevederi discriminatorii, precum inferioritatea testamentară a femeilor în cadrul anumitor proceduri juridice.
Totuși, legea nu este aplicată cu strictețe întotdeauna în practica socială reală: sclavia și concubinajul, practicate la scară largă în perioada precolonială, reprezintă de asemenea subiectul unor prevederi juridice detaliate și, deși permise în conformitate cu Șaria, au dispărut din societățile musulmane. Spre deosebire de hijab, nu se află în rândul obiceiurilor asupra cărora insistă musulmanii de astăzi.
Protejarea familiei patriarhale și a simbolismului pe care îl deține virtutea feminină este puternic înrădăcinată în semantica islamului: cuvântul haram (sacru, interzis, tabu) are aceeași rădăcină ca și harim - partea de locuință rezervată femeilor - și mahram - grupul de rude cu care relațiile sexuale ale unei femei sunt interzise prin lege și cu care ea este liberă să se întovărășească.
În general, restricțiile impuse femeilor sunt legate de concepția asupra sacralității. Onoarea personală și familială este deseori identificată cu controlul exercitat asupra sexualității femeilor, parte esențială pentru identitatea publică și socială a bărbaților.
Există puncte de vedere conform cărora textele islamice și valorile pe care le promovează se fac responsabile pentru tipurile de comportament care susțin supremația masculină. În același timp, nu poate exista nicio îndoială că rolul public și simbolic al femeilor se află în miezul discursului islamist. În polemici numeroase, autorii islamici pun în contrast femeia musulmană virtuoasă cu omoloaga ei occidentală sau occidentalizată - dezgolită, lipsită de virtute și coruptă, potențială sursă de fitna - rivalitate.

## Femeia înCoran: Scurtă istorie
Doar bărbații au fost aleși drept profeți, de la Adam la Mohamed. Consensul musulman a stabilit că femeia reprezintă un model pe pământ a muncii lui Dumnezeu.
În istoria profeților lui Dumnezeu, apar și anumite femei care le sunt alături. Coranul spune poveștile acestor femei cu anumite detalii și cu o  complexitate aparte. Unele figuri sunt mai mult decât niște nume, sau subiecte de mici povestiri; în timp ce altele sunt „pictate” cu o mai mare complexitate, mult mai intens. Poveștile despre femei prezintă o bogată colecție de istorie sacră precum și un exemplu paradigmatic pentru contemplarea și  ghidarea musulmană.
Exemplele din Coran ( în funcție de diverse aspecte) sunt precum niște „modele”, entități simbolice ce reprezintă experiența omului dar, sunt și un sem în ceea ce privește modelarea viitoarei realități a omului; funcțiile lor simbolice au fost de „model a...” și de „model pentru...” felul soției musulmane. Prin urmare, conținutul și însemnătatea femeii în Coran, ca „model” și „imagine, au variat în funcție de interpretările culturale formulate de-a lungul timpului.
Chiar și cei mai mari interpreți ai literaturii, din trecut și pană în prezent, au recunoscut dimensiunea simbolică a mesajului coranic despre figura sacră a  femeii în trecut. Chiar Coranul „a stabilit” unele femei drept „modele”.

### A PatraSuraîn Coran: النسآءAn-Nisā– Femeile
Medinită, 176 de versete, pogorâtă după Cea pusă la încercare
Această sură s-a numit "Femeile" deoarece, foarte multe pasaje ale acesteia fac referire la drepturile femeii precum și la întrebări legate de viața de familie în general: moștenire, interzicerea căsătoriei în termen de anumite grade de înrudire, relațiile maritale, și așa mai departe.
Versetul de deschidere subliniază unitatea esențială a rasei umane și obligațiile reciproce, care decurg din  înrudenia dintre bărbați și femei.
O mare parte din sura este dedicată influenței legislației practice asupra problemelor de pace și de război, precum și asupra relațiilor dintre credincioși și necredincioșii, în special cu ipocriții.
Versetele 150-152 infirmă posibilitatea de a crede în Dumnezeu fără să creadă în profeții Săi: și astfel se ajunge la faptul că evreii neagă ideea de profeție, nu numai la Muhammad ci și la Iisus; precum și ideea creștinilor, care îl neagă pe Muhammad și îl divinizează pe Isus. Deși, Iisus nu s-a "simțit niciodată prea mândru să fie robul lui Dumnezeu" (versul 172).
Nu există nici o îndoială că această sura aparține în întregime în perioadei Medinite. În ordinea revelației, această urmează imediat după Al Imran - conform unor autorități – și este separată  de acea din urmă, din punct de vedere al timpului, de către Al-Ahzab și Al-Mumtahanah.
Pe ansamblu, este cel mai probabil că aceasta să fi fost descoperită în al patrulea an după Hijrah, deși câteva versete ale sale pot aparține unei perioade mai timpurii; versetul 58 a apărut  la o dată ulterioară.
„ În numele lui Dumnezeu cel Milos și Milostiv”
Versetul 1: Voi, oameni! Temeți-vă de Domnul vostru care v-a creat dintr-un singur suglet, din care a creat și perechea, apoi din amandoi a răspândit mulțime de bărbați și femei. Temeți-vă de Dumnezeu asupra căruia vă ântrebați și cinstiți pântecele ce v-au purtat, căci Dumnezeu veghează asupra voastră!
Versetul 2: Dați orfanilor ceea ce este al lor. Să nu schimbați binele pe rău! Nu le mâncați averile lor în locul alor voastre, căci acesta este greu păcat.
Versetul 3: Dacă vă este teamă că nu veți fi drepți cu orfanii, luai-vă soții după cum vă va plăcea, două ori trei ori patru femei. dacã vã temeți cã nu veți fi drepți cu ele, atunci luați-vă o singurã femeie ori pe cele stăpânite de dreapta voastră  . Așa vă va fi mai ușor vouă, dacă nu puteți ține o casă mare.
Versetul 4: Dați-le femeilor voastre dota de bună voie, însă dacă ele sunt atât de bune pentru a vă lăsa o parte, mancați-o sănătoși.
Versetul 7: Bărbaților li se cuvine o parte din ceea ce părinții și rudele lor au lăsat, după cum și femeilor li se cuvine o parte din ceea ce părinții și rudele lor au lăsat, fie că este mult fie că este puțin, partea este hotărâtă.
Versetul 11: Cât despre copii voștri, Dumnezeu vă poruncește să-i dați băiatului cât la două fete.  Dacă fetele sunt mai multe de două, două treimi din moștenire sunt ale lor, iar dacă nu este decât una, jumătate este a ei. Dacă a avut un copil, o șesime din moștenire este a fiecăruia dintre părinții lui. Dacă nu are copii, părinții lui îl vor moșteni:  o treime este a mamei lui. Dacă are frați, o șesime este a mamei lui, după ce îi vor fi fost îndeplinite poruncile și plătite datoriile. Voi nu știți care dintre părinții ori fii vă vor fi mai aproape întru ajutor. Aceasta este obligația hotărâtă de Dumnezeu. Dumnezeu este Știutorul, Înțeleptul.
Versetul 12: Dacă soțiile voastre nu au avut copii, jumătate din ceea ce v-au lăsat este a voastră. Dacă au un copil, un sfert din ceea ce v-au lăsat este al vostru, după ce le vor fi fost îndeplinite poruncile și plătite datoriile. Dacă voi nu aveți copii, un sfert din ceea ce ați lăsat va fi al soțiilor voastre. Dacă aveți un copil, o optime din ceea ce ați lăsat este al lor, după ce vă vor fi fost îndeplinite poruncile și plătite datoriile. Dacă un bărbat sau o femeie nu are nici părinți și nici copii, și lasă o moștenire, atunci dacă are un frate ori o soră, o șesime va fi a fiecăruia dintre ei. Dacă are mai mulți, își vor împărții între ei a treia parte din moștenire, după ce îi vor fi îndeplinite poruncile și plătite datoriile fără ca cineva să fi fost păgubit. Aceasta este porunca lui Dumnezeu. Dumnezeu este Știutorul, Blândul.
Versetul 15: Chemați patru martori dintre voi împotriva acelora dintre femeile voastre care au săvârșit o faptă rușinoasă. Dacă ei depun mărturie, atunci închideți-le în casăe până la moarte, dacă nu le va da Dumnezeu nicio putință de scăpare.
Versetul 16: Dacă cei doi dintre voi care au săvârșit aceasta sunt dintre voi, puneți-i la cazne! Dacă se căiesc și se îndreaptă, lăsații, căci Dumnezeu este De- căință- primitorul, Milostivul .
Versetul 19: O, voi cei care credeți! Nu vă este îngăduit să primiți femei ca moștenire, împotriva voinței lor. Nici să le siliți să vă înapoieze o parte din ceea ce le-ați dat, doar dacă nu au preacurvit. Purtați-vă cu ele cuviincios! Dacă le urâți..., însă cum puteți urî în ceva care Dumnezeu a pus atâta bine?
Versetul 20: Dacă vreți să schimbați o soție pe alta, și i-ați dat deja un talant uneia dintre ele, nu-l mai luați înapoi. A-i lua înapoi este o josnicie și-un păcat vădit.
Versetul 21: Și cum l-ați lua, atunci când v-ați legat unul de celălalt și femeile voastre au primit de la voi un legământ greu?
Versetul 22: Nu vă căsătoriți cu femeile e care tații voștri le-au avut de soții, în afară de cea ce a fost înainte, căci cu adevărat aceasta este o faptă nerușinată și silnică, un drum rău ales.
Versetul 23: Vă sunt oprite vouă: memele voastre, fiicele voastre, surorile voastre, mătușile din partea tatălui, mătușile din partea mamei, fiicele fraților voștri, fiicele surorilor voastre, mamele voastre care v-au alăptat, surorile voastrede lapte, mamele femeilor voastre, fiicele voastre vitrege aflate sub oblăduirea voastră, cele născute din femeile voastre cu care ați fost căsătoriți cândva – dacă nu ați apucat însă să intrați la ele nicio vină nu va fi asupra voastră – soțiile fiilor voștri, zămisliți din coapsa voastră. Vă este oprit să vă căsătoriți cu două surori  , în afară înainte de ceea ce a fost înainte. Dumnezeu este Iertător, Milostiv.
Versetul 24:  după cum vă sunt oprite femeile măritate  , afară de cele pe acre le stăpânește dreapta voastră. Așa vă este scris vouă de la Dumnezeu. Afară de acestea, vă este îngăduit să vă folosiți averile pentru a vă căsători cu celelalte și nu pentru a vă desfrâna. Dați-le femeilor cu care v-ați desfătat răsplata, căci aceasta este o datorie. Nicio greșeală nu va fi asupra voastră pentru ceea ce ați căzut împreună la învoială, păzind ceea ce era poruncit. Dumnezeu este Știutor, Înțelept.
Versetul 26: Cel dintre voi care nu are putința să se căsătorească cu femei credincioase, libere, va lua din cele stăpânite de dreapta voastră. Unul, Dumnezeu cunoaște credința voastră și voi unii din alții sunteți coborâtori. Luați-le de soții, cu îngăduința familiei lor. Dați-le dota după cuviință! Să fie femei cinstite! Să nu-și ia ibovnici  ! Dacă sunt măritate, și precurvesc, vor avea parte doar de jumătate din osânda pe acre ar avea-o femeile libere. Acestea sunt pentru cel care se teme de desfrâu. Cel mai bine este să fie răbdători. Dumnezeu este Iertător, Milostiv.
Versetul 34: Bărbații sunt mai presus decât femeile, fiindcă Dumnezeu le-a  dat întâietate asupra lor și fiindcă ei cheltuiesc din averi pentru ele.  Femeile cinstitesunt pioase, păstrând în taină ceea ce Dumnezeu păstrează. Dojeniți-le pe cele de a căror ascultare vă este teamă! Părăsiți-le în așternuturi! Loviți-le! Nu le căutați însă gâlceavă, dacă vă dau apoi ascultare. Dumnezeu este Înalt, Mare.
Versetul 35: Dacă vă este teamă de despărțirea a doi soți, luați un judecător din familia soțului și altul din familia soției. Dumnezeu va hotărî înțelegerea între ei, dacă vor voi să se împace. Dumnezeu este Știutor, Cunoscător.
Versetul 128: cănd o femeie se teme de părăsirea ori nepăsara soțului său, nu i se face nicio vină, dacă ei se vor împăca, căci împăcarea este un lucru bun. Oamenii sunt mânați de zgârcenie. Dacă faceți binele și dacă ă temeți de Dumnezeu, să știți că Dumnezeu este Cunoscător, a ceea ce făptuiți.
Versetul 129: Voi nu veți putea fi întru totul drepți cu fiecare dintre femeile voastre, chiar dacă țineți morțiș. Nu fiți prea părtinitori, lăsând-o pe vreuna dintre ele de izbeliște. Dacă vă împăcați și vă temeți de Dumnezeu, să știți că El este Iertător, Milostiv.
Versetul 130: Dacă soții se despart, Dumnezeu îi va îmbogății pe fiecare din preaplinul Său. Dumnezeu este Cuprinzător, Înțelept.

## Concluzii despre SuraFemeile
Sura a fost revelată la începutul anului trei, conform calendarului islamic, dar nu a fost finalizată până în jurul anului opt .
În consecință, părți ale acestei Sure, a doua ca lungime din Coran, au fost descoperite concomitent cu portiuni de cea mai lung Sura din Coran, "Cea pusă la încercare”, Sura 60 .
Cu toate acestea, sura arată o oarecare coerență tematică, în ciuda revelației sale dezmembrate și în curs de desfășurare.
Acestă sură Medianită are ca scop protejarea comunității musulmane nou formate, prin conturarea unor comportamente acceptabile pentru musulmani.
Ea ilustrează Coranul ca un izvor de drept autoritar precum și capacitatea sa de a forma comunitatea. Sura are drept scop eradicarea practicilor anterioare ale comunităților păgâne arabe, care nu mai sunt considerate morale în societatea musulmană.
De exemplu, o secțiune a acestei sure se ocupă destul și de practica arabă pre-islamică de a se căsători cu fetele orfane, în scopul de a le lua proprietățile (4:2-4).
Tematic, "An-Nisa" se adresează nu numai preocupările legate de femei, de asemenea, se discută și despre moștenire, legile căsătorie, cum să se ocupe de copii și orfani, practicile legale, jihad, relațiile dintre comunitățile musulmane și oameni de carte, război, și rolul lui Iisus ca profet, mai degrabă decât ca Fiul lui Dumnezeu, așa cum au susținut creștinii.

## Femeia în legea islamică
Tradiționaliștii musulmani, majoritatea bărbați, susțin că Profetul Muhammad a îmbunătățit semnificativ situația femeilor arabe din vremea sa, garantându-le drepturi fundamentale în cadrul căsătoriei, drepturi care le erau refuzate în Jahiliya - Epoca ignoranței. Surele de la Mecca condamnă obiceiul infanticidului feminin și neglijarea văduvelor și orfanilor. După apariția islamului, femeilor li s-au acordat drepturi garantate la moștenire, sub umbrela de protecție a familiei. Soțul a fost obligat să întrețină femeia și copiii. Deși poligamia a fost permisă, numărul soțiilor a fost limitat la patru, fiecare trebuind să fie tratată egal. Nu este vorba despre o inegalitate spirituală. Coranul se adresează în mod explicit atât femeilor, cât și bărbaților, iar femeile vor trebui să plătească pentru acțiunile imorale la Ziua Judecății.
Cu toate acestea însă, există anumite versete care dovedesc inferioritatea juridică a femeilor. Partea unei surori reprezintă jumătate din partea fraților ei, conform legilor coranice întrucât se presupune că o va întreține soțul. Un soț poate pedepsi aspru, din punct de vedere fizic, o soție recalcitrantă sau nesupusă, ca măsură ultimă în cazul în care orice altă metodă a eșuat. În anumite proceduri juridice, mărturia unei femei nu valorează decât jumătate din mărturia unui bărbat - se presupune că, fiind nefamiliarizată cu problemele legate de afaceri, va avea nevoie de un prieten pentru a-i reîmprospăta memoria.
Feministele moderne care încearcă să depășească aceste poziții se lovesc de un obstacol teologic reprezentat de însuși Coranul - cuvântul lui Dumnezeu - care nu poate fi negociat sau discutat. A aduce argumente conform cărora condițiile moderne impun o abolire a prevederilor discriminatorii ale Coranului înseamnă să te opui dogmei potrivit căreia textul este stabilit pe vecie.
Problema drepturilor femeilor ține de modernism. Conform moderniștilor, Coranul a fost revelat la un anumit moment și într-un context social specific. Scopul lor este de reinterpreta aceste prevederi în cheie modernistă. Dificultatea cu care se confruntă moderniștii este că dacă iau textul coranic ca atare, fără a-l interpreta astfel încât să se conformeze tendințelor și modelor sociale actuale, sunt adesea mai aproape de înțelesul și scopul său original. Spre exemplu, versetele care permit poligamia impun ca fiecare soție să fie tratată egal. Tradiționaliștii interpretează egalitatea în termeni legali: dreptul fiecărei soții la propria locuință, la egalitate în privința întreținerii materiale. Moderniștii subminează întreaga instituție, adăugând o dimensiune emoțională și psihologică noțiunii de egalitate, argumentând că, deoarece nu se poate aștepta ca un bărbat să fie egal implicat emoțional față de toate soțiile sale, poligamia este efectiv eliminată.
Argumente similare sunt folosite de moderniști pentru raționalizarea pedepselor aplicate soțiilor necredincioase sau indivizilor acuzați de activitate sexuală interzisă (zina). Conform prevederilor coranice, delictul de zina trebuie atestat de patru bărbați adulți independenți martori la act. Deoarece, prin natura lucrurilor, o asemenea prevedere este practic imposibil de îndeplinit, potrivit acestui argument, decența sexuală este, în principiu, satisfăcută, în vreme ce este evitată asprimea socială nedorită.
De asemenea, în cazul unei femei părăsite sau văduve care rămâne însărcinată, poate fi protejată prin invenția legală a „fătului adormit” potrivit căreia poate fi acceptat faptul ca o sarcină să dureze între cinci și șapte ani, timp în care copilul rămâne moștenitorul legal al soțului mort sau absent.
Daca teoria este uneori mai severă decât practica în încurajarea fidelității conjugale, reciproca se poate aplica în cazul moștenirii. În multe ținuturi musulmane femeilor le-au fost refuzate sistematic drepturile de moștenire conform legii islamice, fie prin presiunile familiei, fie prin tertipuri juridice. Căsătoria între veri de gradul întâi, permisă în islam, este de multe ori impusă, fetele fiind obligate să se mărite cu verii lor primari pentru a menține averea în familia patriarhală.

## Femeile în viața socială și religioasă
Spre deosebire de soțul ei, cercul social al unei femei, dacă este căsătorită, trebuie să fie restrâns, conform interpretărilor tradiționale, la prietene și la mahram - membrii masculini ai familiei extinse cu care nu poate întreține relații sexuale. Aceștia sunt tații, fiii, frații, frații de lapte, nepoții și rudele masculine prin alianță. Deși tradițiile locale diferă, tabu-ul asupra asocierii feminine cu bărbați din afara relațiilor mahram este răspândit în toate societățile musulmane. În anumite părți din Africa, la sud de Sahara, legea islamică a ajuns să se amestece cu tradițiile locale care le acordă femeilor drepturi substanțial mai mari în privința căsătoriei și divorțului.
În Orientul Mijlociu și Asia de Sud, ca și în alte părți ale lumii musulmane, grupul de rudenie extinsă, susținut prin tabu+ul mahram, a fost esențial pentru structura socială. Este posibil ca uneori femeile să se fi bucurat uneori de o poziție onorantă și protejată în acest sistem, dar libertatea lor era limitată în proporție directă cu capacitatea lor de reproducere, ca mesagere genetice și purtătoare ale identității de rudenie.
Excluderea femeilor din domeniul public în principalele centre islamice, a condus în mod inevitabil și la excluderea lor din viața religioasă. La Cairo, de exemplu, în anul 1820 femeilor le era interzis să se roage alături de bărbați în moschei deoarece musulmanii sunt de părere că prezența femeilor inspiră o devoțiune de un tip cu totul diferit de acela care este necesar într-un loc dedicat venerării lui Dumnezeu. Excluderea femeilor a fost întărită prin tabuurile de impurificare legate de menstruație, natalitate și contactul cu copiii.

## Politica veșmintelor
Costumația și înfățișarea fizică din societățile premoderne n-au fost niciodată o chestiune de alegere pur personală. În Occident, până de curând îmbrăcămintea era principalul indiciu extern al statutului, clasei și profesiei. În societățile musulmane, în care meseriile și meșteșugurile reprezentau adesea apanajul unor grupuri etnice particulare, îmbrăcămintea și înfățișarea fizică mergeau împreună. Spre exemplu, diferitele ordine sufite puteau fi identificate după stilul turbanelor și cutele veșmintelor lor. Autocrații reformatori din secolele al XIX-lea și al XX-lea au încercat adesea să elimine loialitățile locale, insistând asupra unui acoperământ al capului standardizat.
Veșmântul islamic purtat de femei nu are nici un fel de precedente istorice speciale, deși se conformează la modul general, ideilor despre modestia feminină extrase din Coran. Cunoscute sub numele de ziy shari` și hijab, aceste veștminte sunt in formă de cort, cu testemele de călugăriță acoperind capul, astfel încât să ascundă atât părul cât și bustul. Se spune că sunt similare costumelor purtate de soțiile lui Muhammad. Această tradiție musulmană inventată a apărut pentru prima dată la femeile afiliate grupării Fraților Musulmani (Surorile Musulmane), în perioada anului 1930. A devenit din ce în ce mai populară și semnifică în general sprijin din partea femeilor pentru scopurile mișcărilor islamiste. Mai mulți analiști insistă asupra faptului că portul vălului facilitează o nouă mobilitate socială și spațială care le îngăduie femeilor sa „invadeze” spațiile publice anterior rezervate bărbaților. Prin adoptarea veșmântului islamic o femeie poate chiar să sfideze autoritatea patriarhală și în același timp să le transmită bărbaților ne-mahram ca nu este disponibilă din punct de vedere sexual.
Atât în țările musulmane, cât și cele nemusulmane, vălul a devenit un marcaj simbolic al identității culturale, un semn distinctiv prin care se consideră că femeia musulmană își proclamă loialitatea religioasă și politică. În țări, inclusiv occidentale, în care sunt posibile alte opțiuni, un asemenea act ar putea reprezenta un geste de independență care semnalează o respingere a moravurilor sociale nemusulmane care prevalează.
Simbolismul transmis prin purtarea vălului poate fi ambiguu, dar nu poate exista îndoială că femeile musulmane sunt pe cale de a deveni o forță care trebuie recunoscută în viața publică. Chiar și în Arabia Saudită au avut loc demonstrații organizate de femeile care protestau împotriva Șaria care le interzice să conducă vehicule cu motor. În rândul femeilor mai puțin bogate, migrația forței de muncă impune schimbări în cadrul diviziunii sexuale a muncii, o proporție semnificativă de gospodării fiind acum condusă de femei. Universitățile produc tot mai multe absolvente. Semnele schimbării sunt deja vizibile. Vocea feminină este considerată a fi contribuit în mod covârșitor la neașteptata alegere a lui Muhammad Khatami la președinția Iranului în mai 1997, pe baza unei platforme electorale care cuprindea o îmblânzire a restricțiilor asupra femeilor și o mai largă participare feminină la conducerea economiei și statului.
Există studii de antropologie islamică unde este conturată problema portului feminin musulman și care trimite la ideea de comportament adecvat și în conformitate cu cel al soțiilor Profetului, prin care este exprimată obediența față de Divinitate. 

## Bărbați și femei
Majoritatea concepțiilor pe care musulmanii le au despre sex sunt diferite de cele ale occidentalilor contemporani. Bărbații adulți sunt percepuți mai degrabă ca tați, iar femeile adulte ca mame. Un bărbat necăsătorit sau o femeie necăsătorită, indiferent de vârsta pe care o au, sunt văzuți în majoritatea societăților musulmane ca fiind în continuare copii. Șaria și aproape toți musulmanii consideră căsătoria și calitatea de părinte ca fiind condiția vieții de adult.
Islamul consideră un adevăr axiomatic faptul că bărbații sunt mai puternici decât femeile, nu doar din punct de vedere fizic, ci și mintal și moral. Prin urmare, femeile au nevoie de protecția și îndrumarea bărbaților. Astfel, islamul este asemănător perspectivei clasice asupra femeilor, așa cum apare ea în celelalte religii monoteiste, cel puțin în formele lor mai vechi și mai tradiționale. Asemenea concepții au fost contestate și într-o oarecare măsură desființate în societățile occidentale contemporane. În majoritatea societăților musulmane, ele nu au fost încă în mod serios contestate, deși există o mișcare feministă slabă.
În pofida acestei maniere de a percepe bărbații și femeile ca fiind în mod esențial diferiți, în islam femeile sunt privite ca ființe umane independente, cu drepturi care trebuie respectate și care pot fi consolidate. În urmă cu un secol și jumătate, drepturile femeilor în islam erau mai mari decât cele ale femeilor din Occident.